# Arnd Leike
Arnd Leike (* 19. Juli 1960 in Rostock) ist ein deutscher Physiker und erster deutscher Träger des Ig-Nobelpreises. Hauptforschungsgebiet Leikes ist die Teilchenphysik.
1989 promovierte Leike zum Thema Untersuchung der Erzeugung supersymmetrischer Teilchen in Elektron-Positron-Reaktionen an der Universität Leipzig. Dann unterrichtete er an der Ludwig-Maximilians-Universität München, die er nach neun Jahren verließ. Heute arbeitet Leike im Bereich Erneuerbare Energien.

## Ig-Nobelpreis
Arnd Leike veröffentlichte als Privatdozent an der Ludwig-Maximilians-Universität München im Januar 2002 im „European Journal of Physics“ eine Darstellung des exponentiellen Zerfalls am Beispiel des Schaumes von Bier. Er konnte hierbei eine mathematische Formel zur Berechnung der Halbwertszeit von Bierschaum ermitteln und experimentell nachweisen, dass der Schaum unterschiedlicher Biersorten sich in der Halbwertszeit unterscheidet. Für diese Untersuchung erhielt er 2002 den Ig-Nobelpreis für Physik.